# Hallershof
Hallershof ist ein Gemeindeteil der Gemeinde Offenhausen im Landkreis Nürnberger Land (Mittelfranken, Bayern). Hallershof liegt in der Gemarkung Offenhausen.

## Lage
Der Weiler liegt am linken Ufer des Hammerbachs. Ein Anliegerweg führt 200 Meter östlich zur Kreisstraße LAU 5.

## Geschichte
Mit dem Gemeindeedikt (frühes 19. Jahrhundert) wurde Hallerhof dem Steuerdistrikt Offenhausen und der Ruralgemeinde Offenhausen zugewiesen.